# Scopiblepta
Scopiblepta é um gênero de traça pertencente à família Arctiidae.